# Kombinakai, Tirthahalli
Kombinakai là một làng thuộc tehsil Tirthahalli, huyện Shimoga, bang Karnataka, Ấn Độ.